# Casa de Colón (Las Palmas)
La Casa de Colón (Maison de Colomb) est un ensemble de maisons historiques de style espagnol du XVIe siècle et une institution culturelle et musée dédié en particulier à Christophe Colomb, du quartier historique de Vegueta, à Las Palmas de Grande Canarie des îles Canaries d'Espagne.

## Description
Cet édifice reconstitué de la fin du XVIe siècle est un centre public, assigné au Cabinet de Culture, Patrimoine Historique et Musées du Conseil municipal de Grande Canarie, inauguré en 1951, un des bâtiments et monument les plus emblématiques de la ville. 

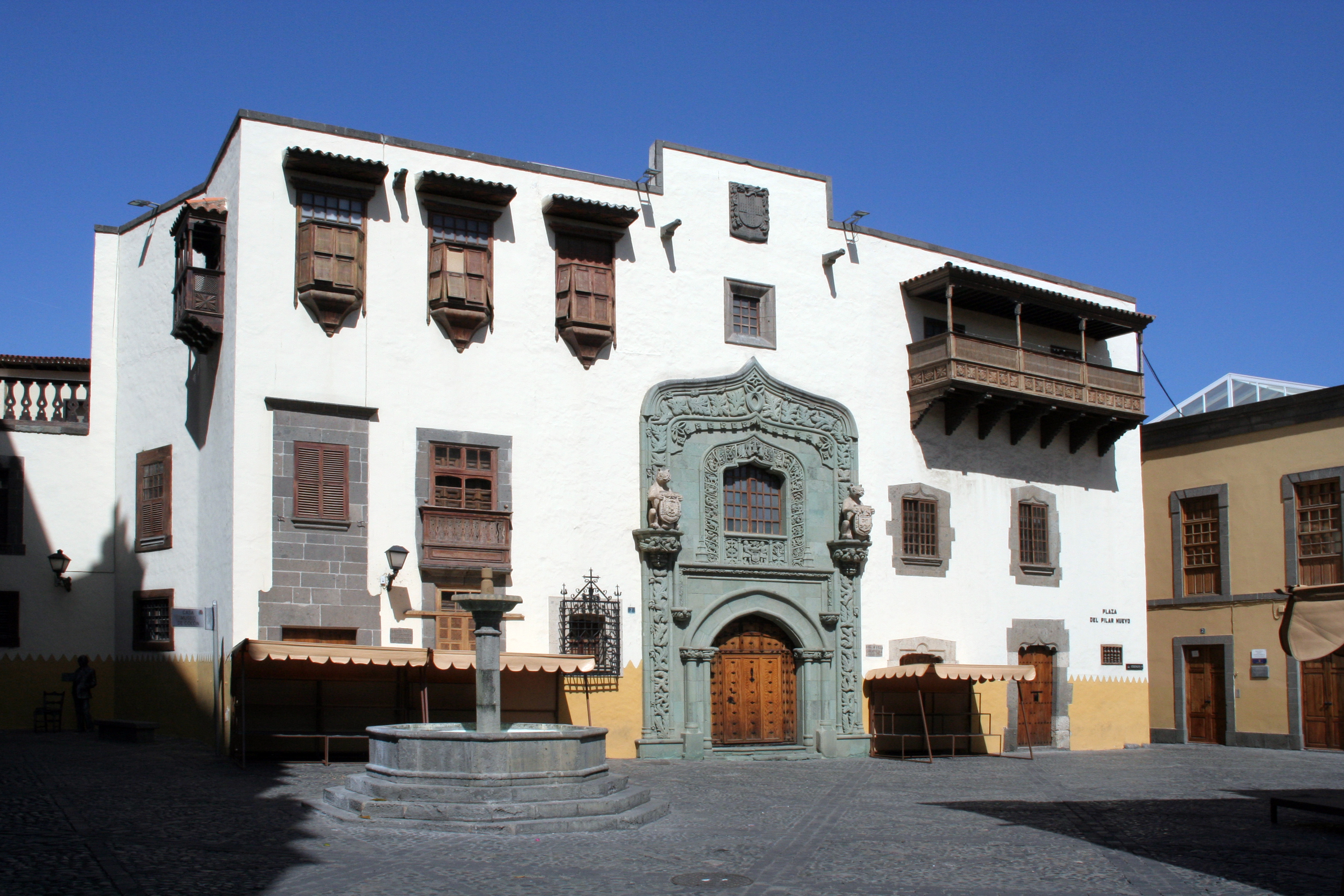
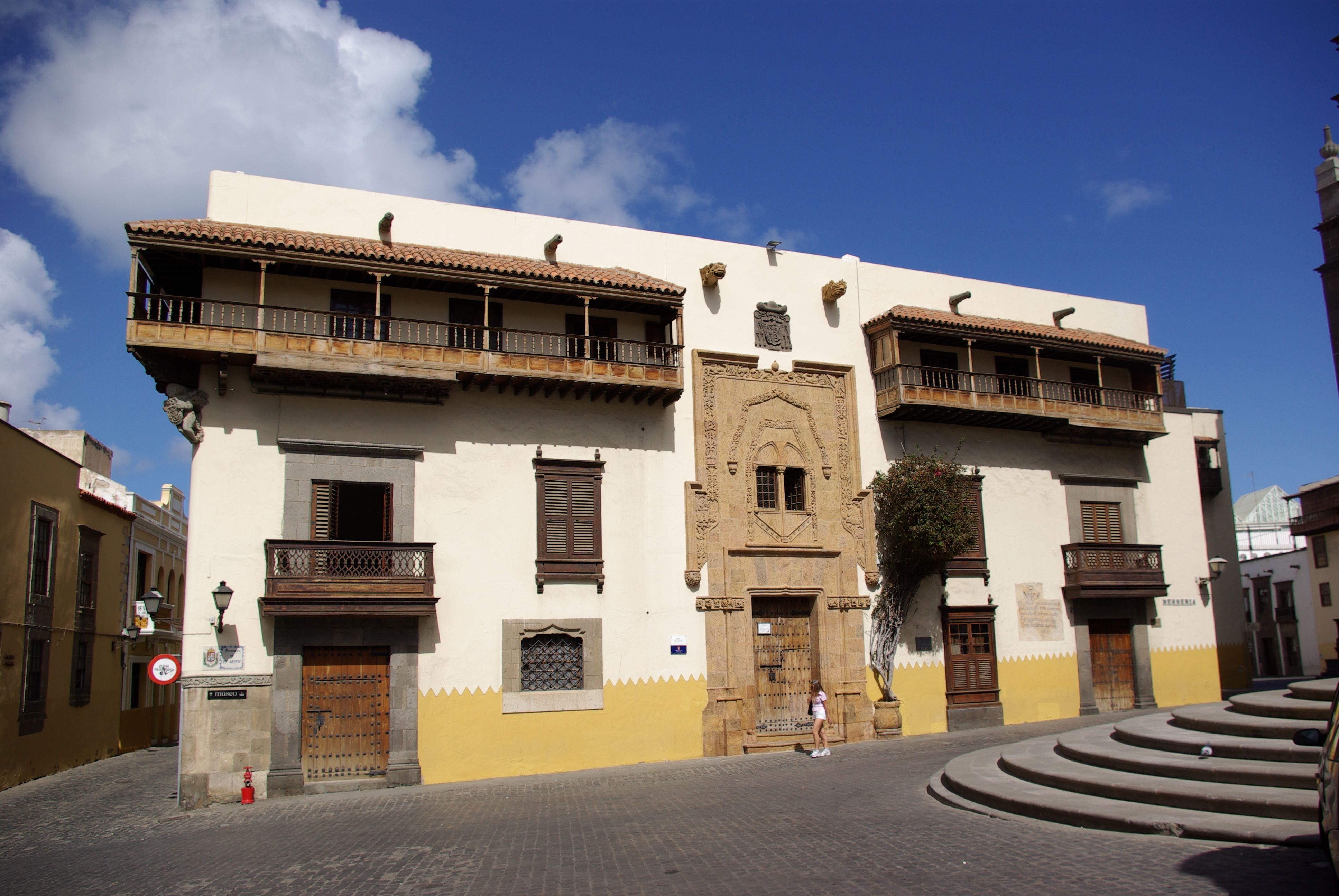

Il promeut l'étude, la recherche et la diffusion de l'histoire des Canaries et de ses relations avec la découverte de l'Amérique. Il héberge un musée, une bibliothèque et centre d'études spécialisé, ainsi que divers espaces destinés à des activités temporelles : cours, séminaires, journées, exposés, projections, concerts, etc.

## Histoire
Le conquistador du royaume de Castille Juan Rejon (en) conquière les îles Canaries en 1478, dont il fonde la capitale Las Palmas de Grande Canarie, pour le compte de la reine Isabelle la Catholique (aux pré-origines du Siècle d'or espagnol et de l'Empire espagnol).

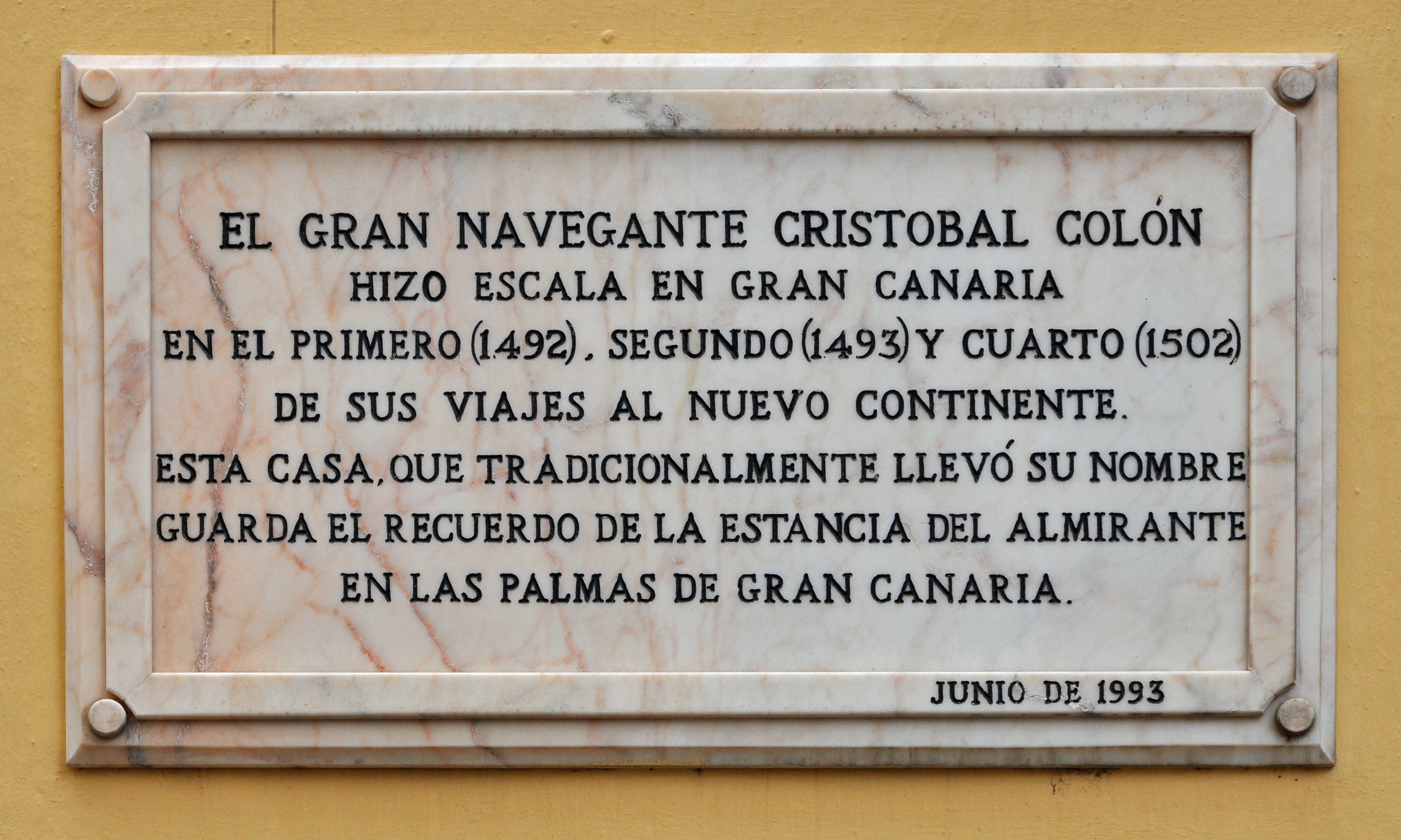
Plaque commémorative.

Christophe Colomb marque une ultime escale dans cette île avec ses Pinta, Niña et Santa María, avant la première traversée de l'Atlantique de son premier voyage de 1492 vers la découverte de l'Amérique. Une plaque commémorative du musée indique « le grand navigateur Christophe Colomb a fait une escale à la Grande Canarie lors de ses premier (1492), second (1493) et quatrième (1502) voyages vers le Nouveau Monde. Cette maison qui porte traditionnellement son nom conserve la mémoire des séjours de l'amiral à Las Palmas de Grande Canarie. ». 

## Structure
La configuration actuelle de l'édifice provient de l'intégration de divers logements, dont l'un est l'ancienne Maison du Gouverneur, que Christophe Colomb a très probablement visité lors de son premier voyage, en 1492, afin de solliciter de l'aide pour arranger sa caravelle La Pinta. Les diverses réhabilitations, ainsi que les éléments originaux conservés, font de cette maison un bâtiment singulier de référence de la ville de Las Palmas de Grande Canarie.

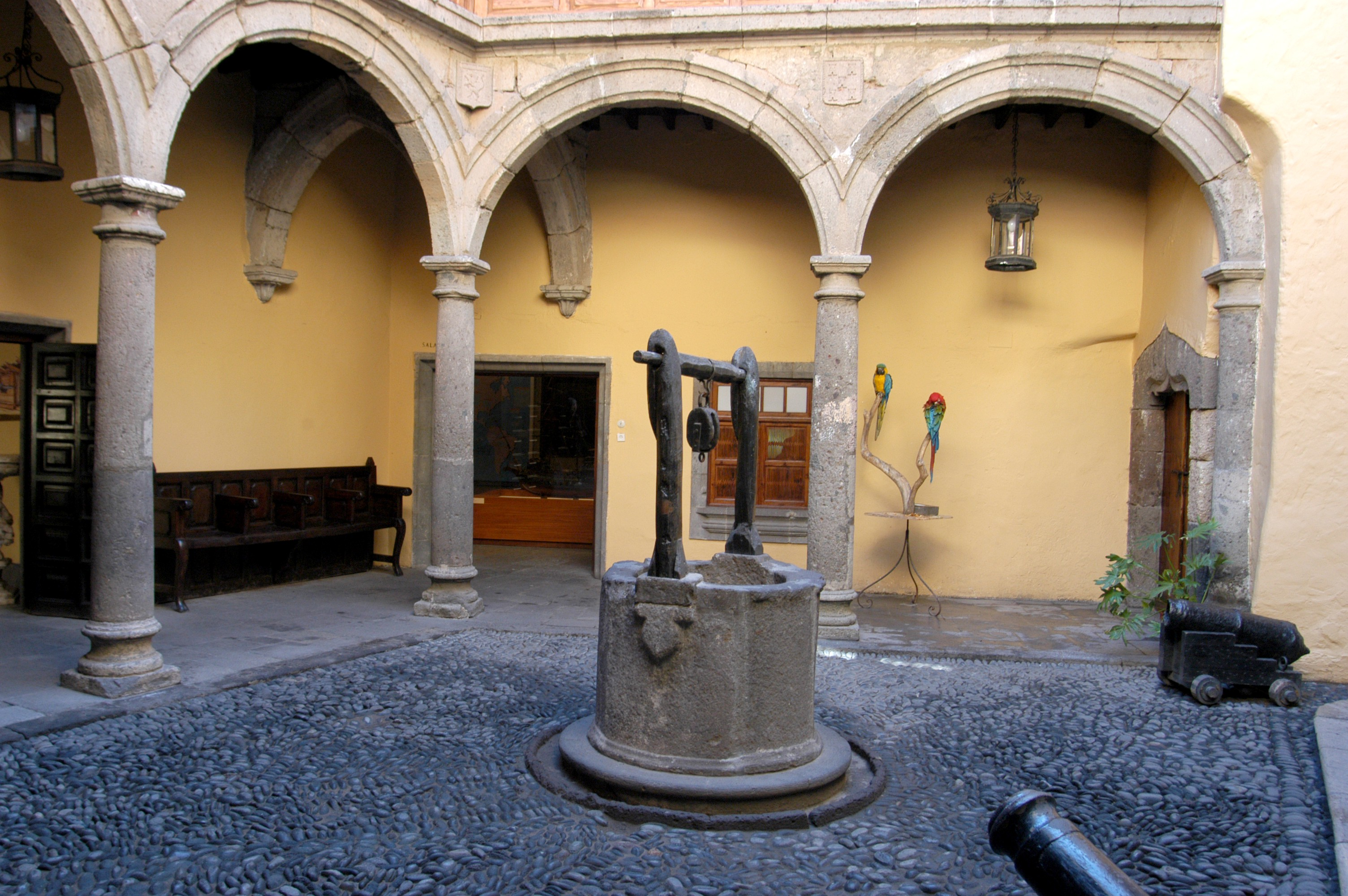
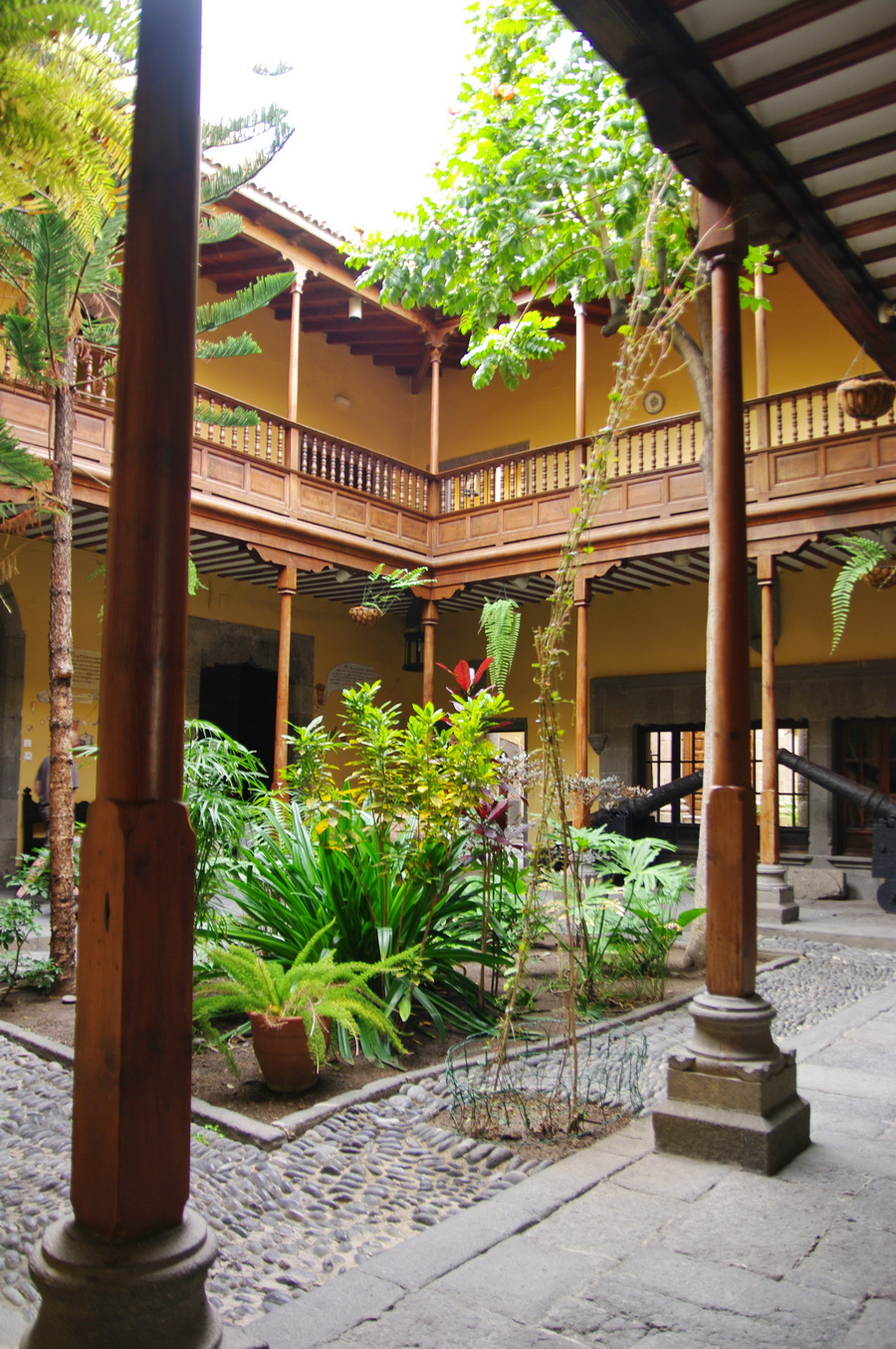
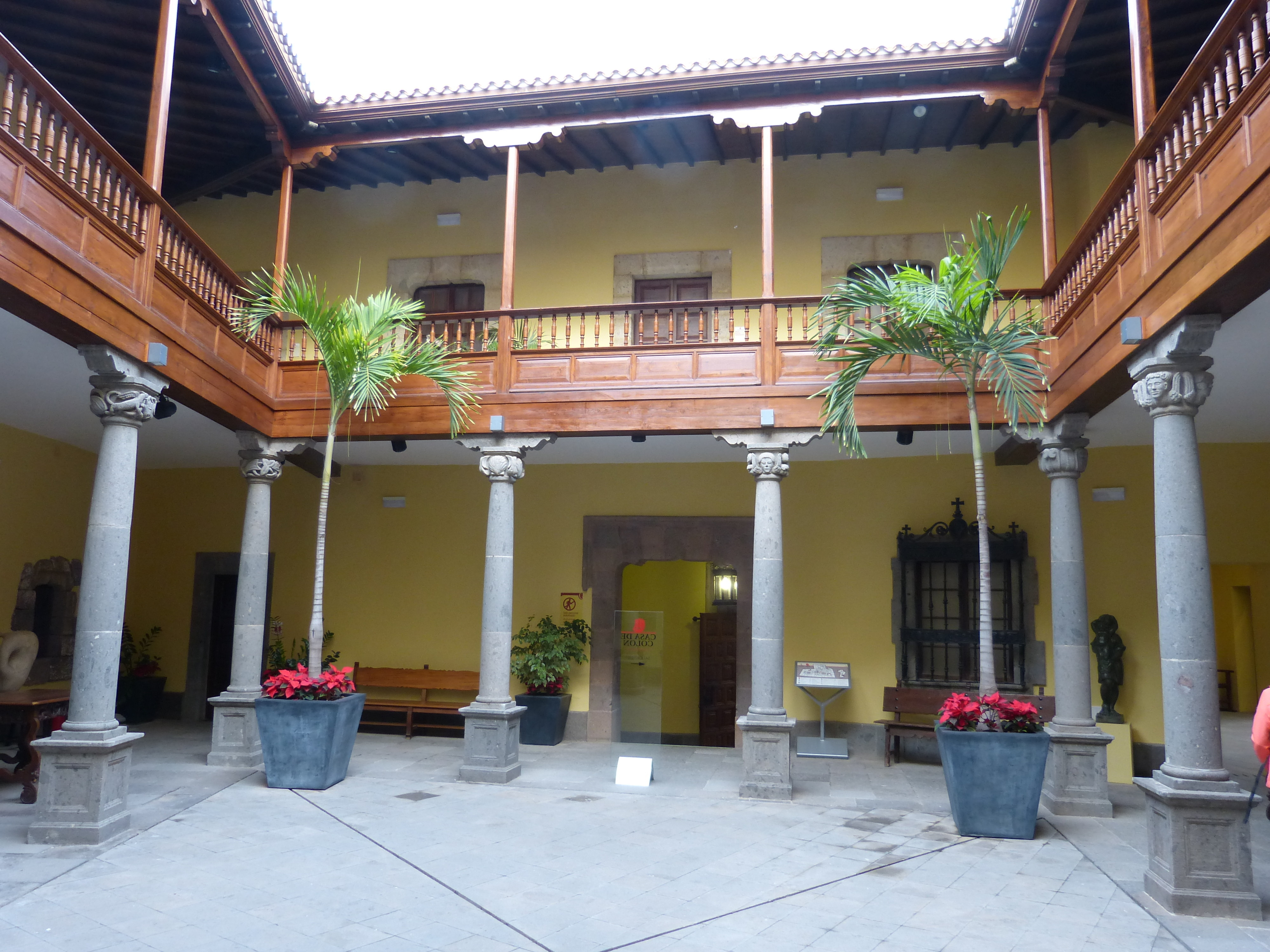
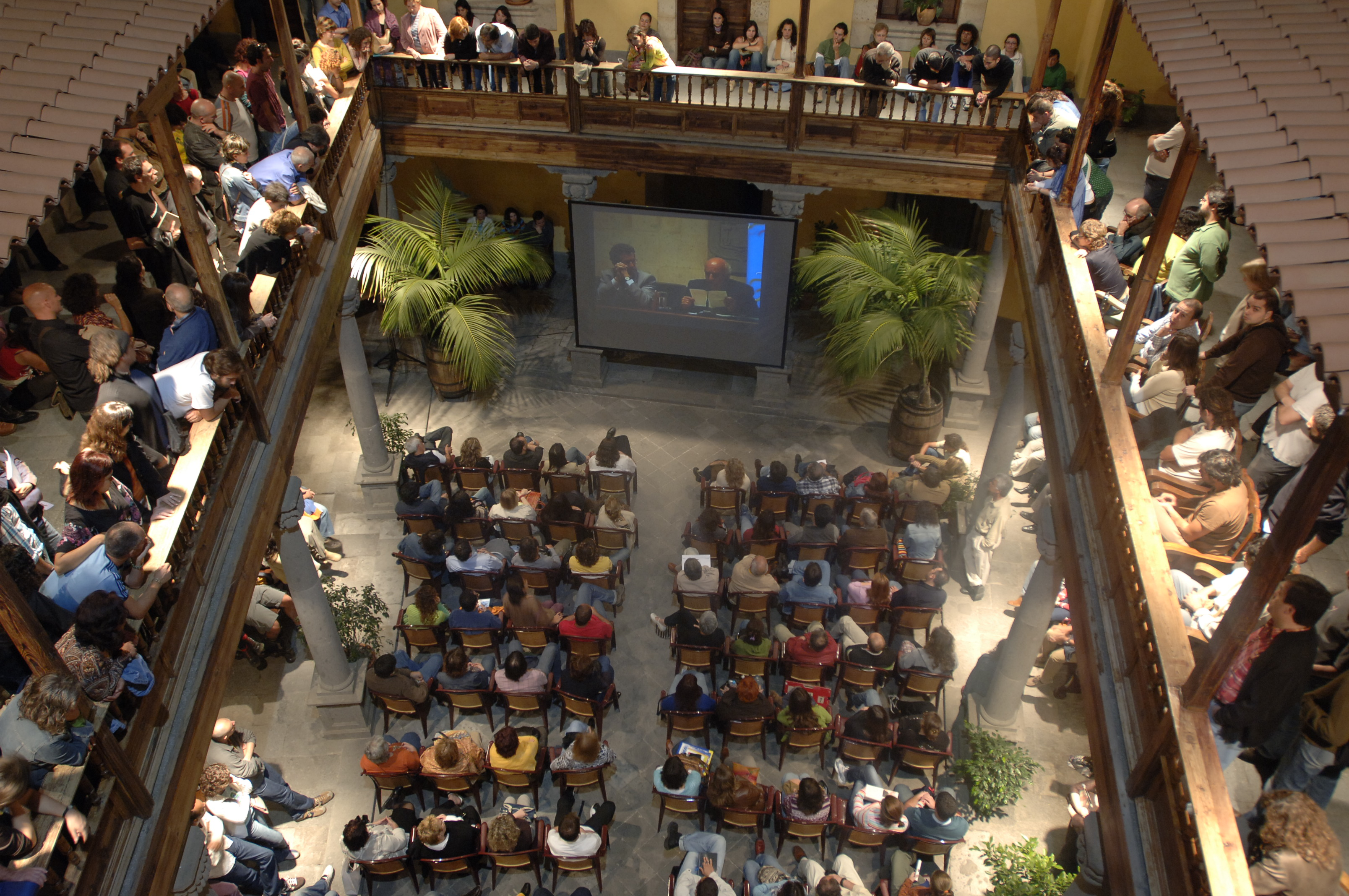
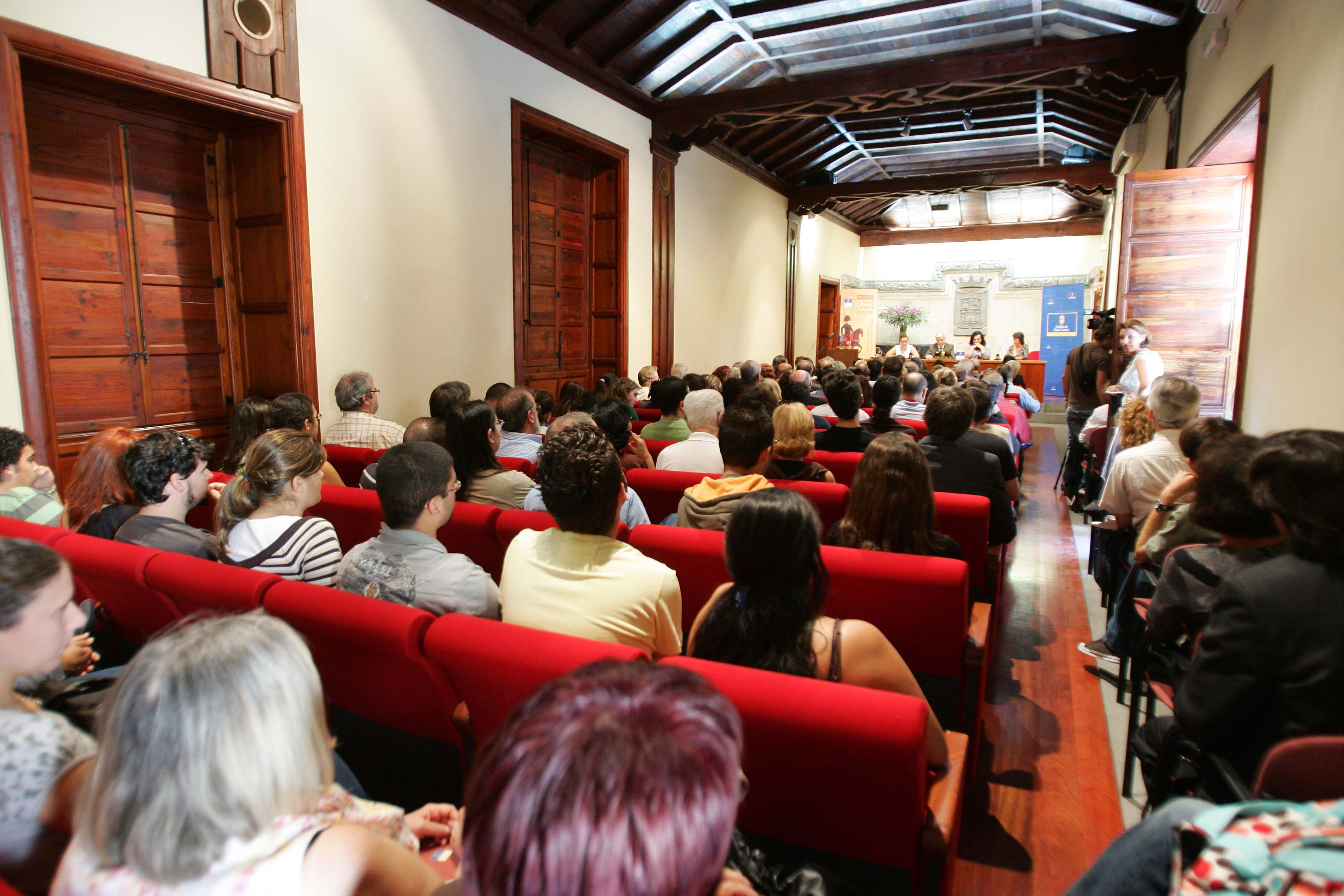

## Musée
Le musée se compose de treize salles d'expositions permanentes (avec des plafonds à caissons) et de deux grands patios avec arcs, colonnes, et puits gothique.

Musée Christophe Colomb
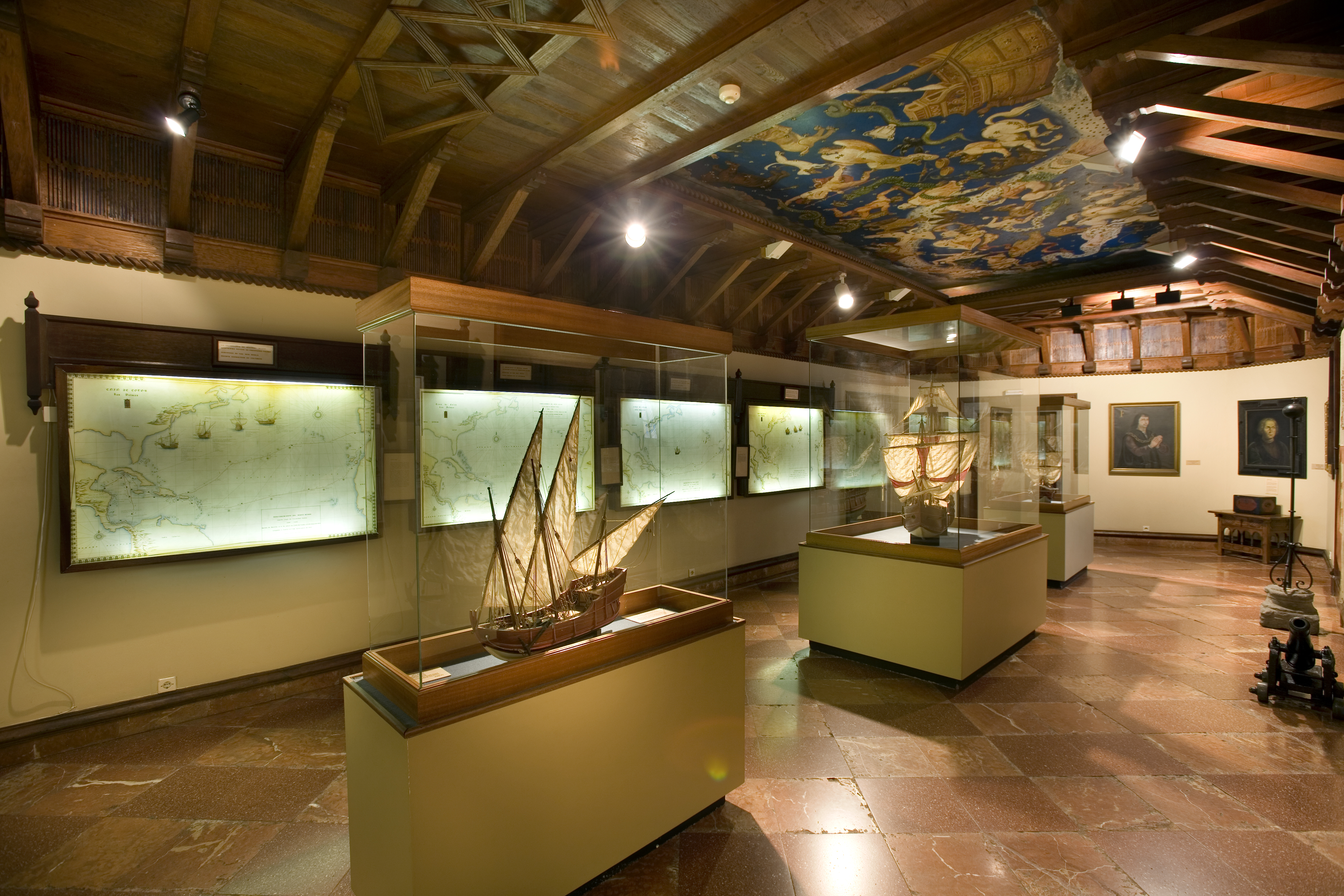
Christophe Colomb, ses voyages et ses Pinta, Niña et Santa María
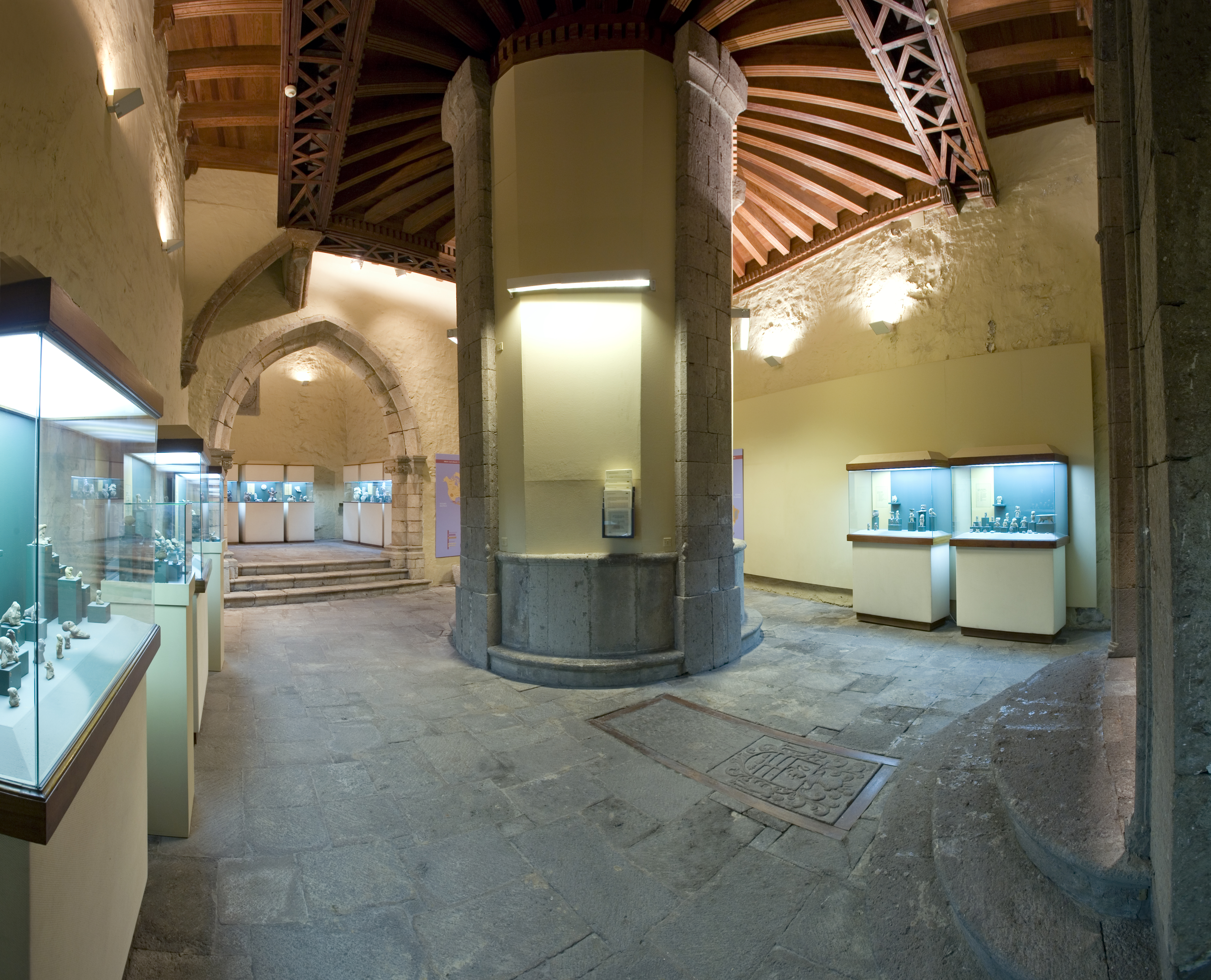
L'Amérique avant la Découverte, civilisation précolombienne
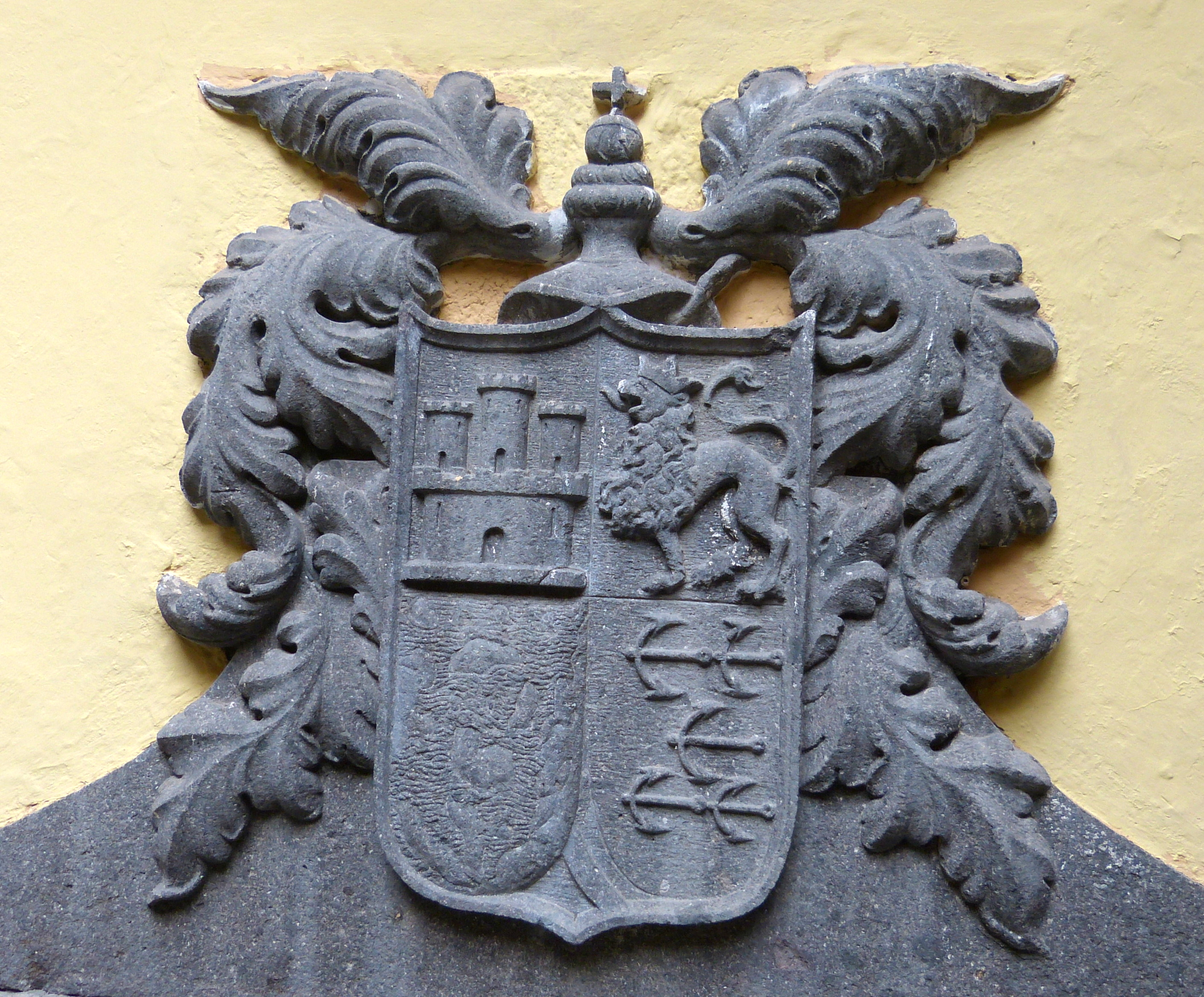
Armoiries de Christophe Colomb
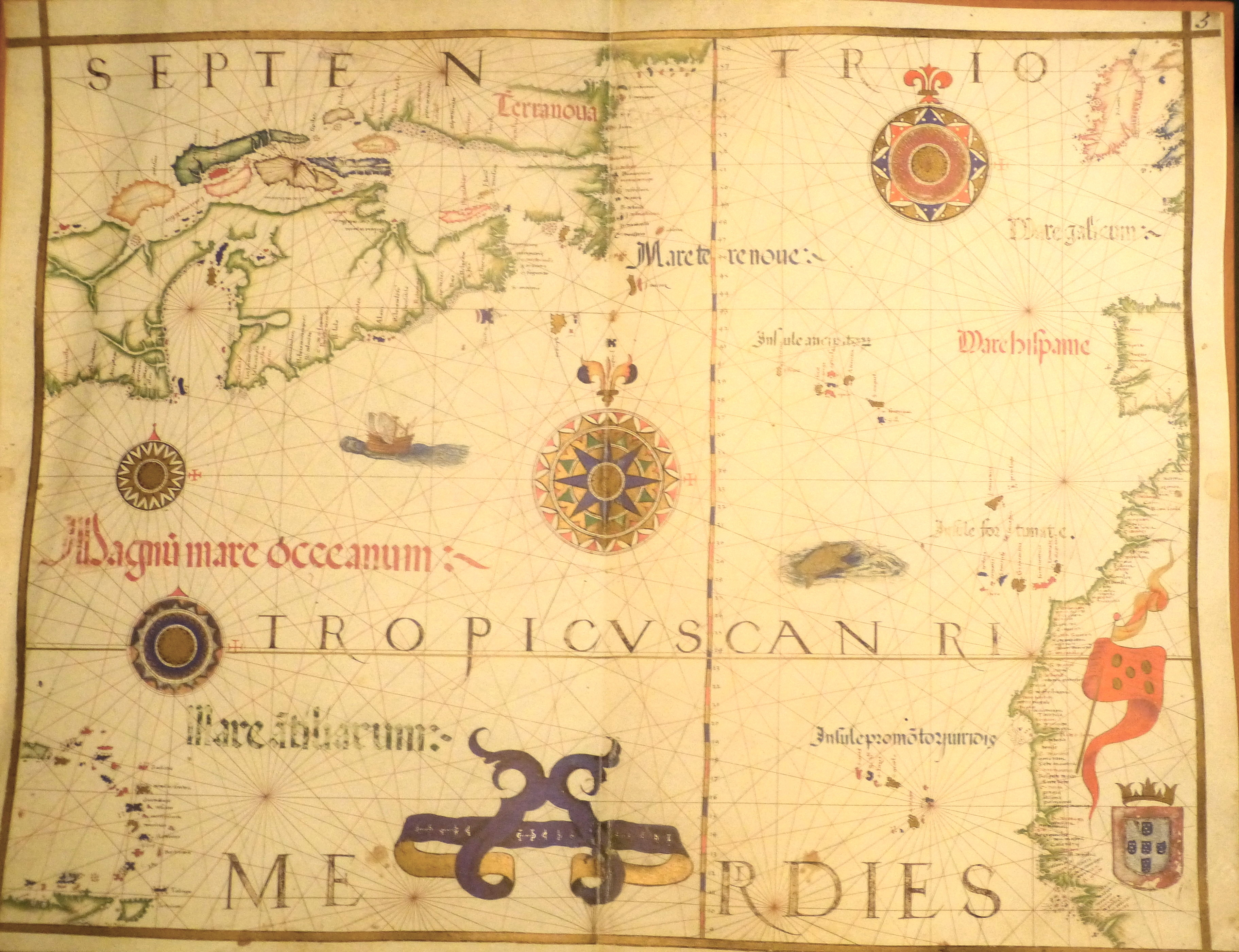
Carte de l'océan Atlantique en 1565
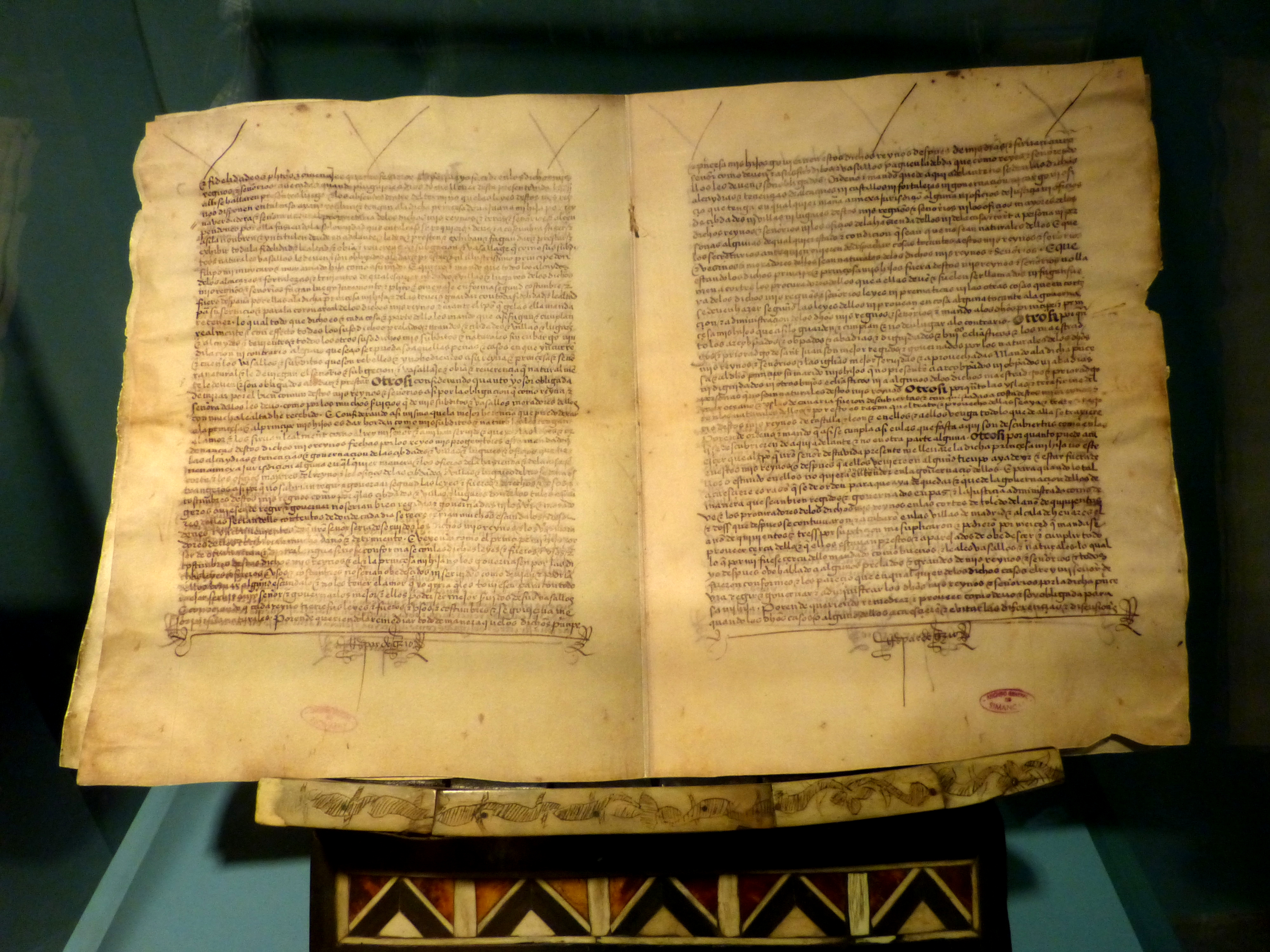
Testament de la reine Isabelle la Catholique (1504)

Modèle réduit et reconstitution de la  Santa María (1492)
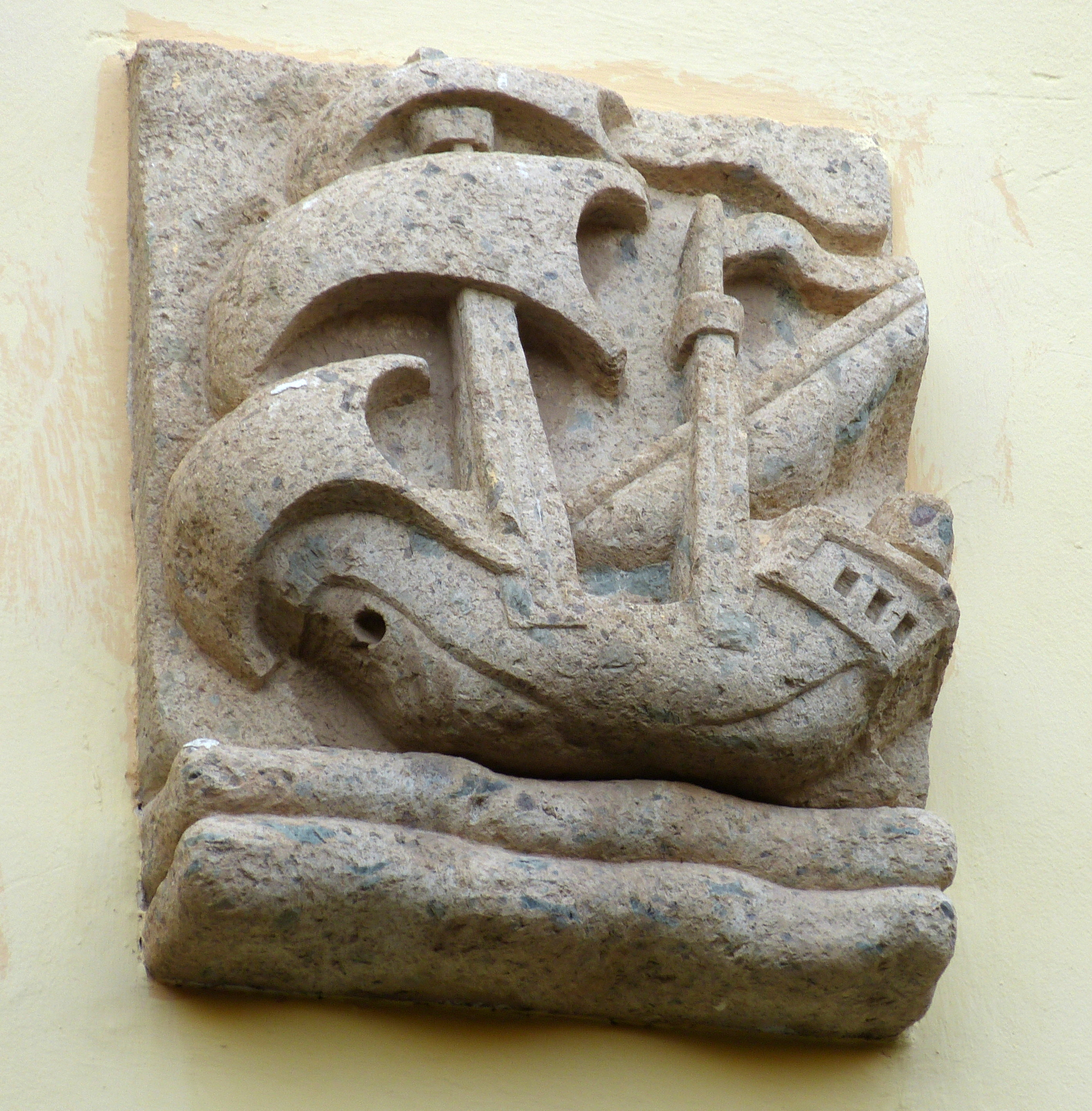
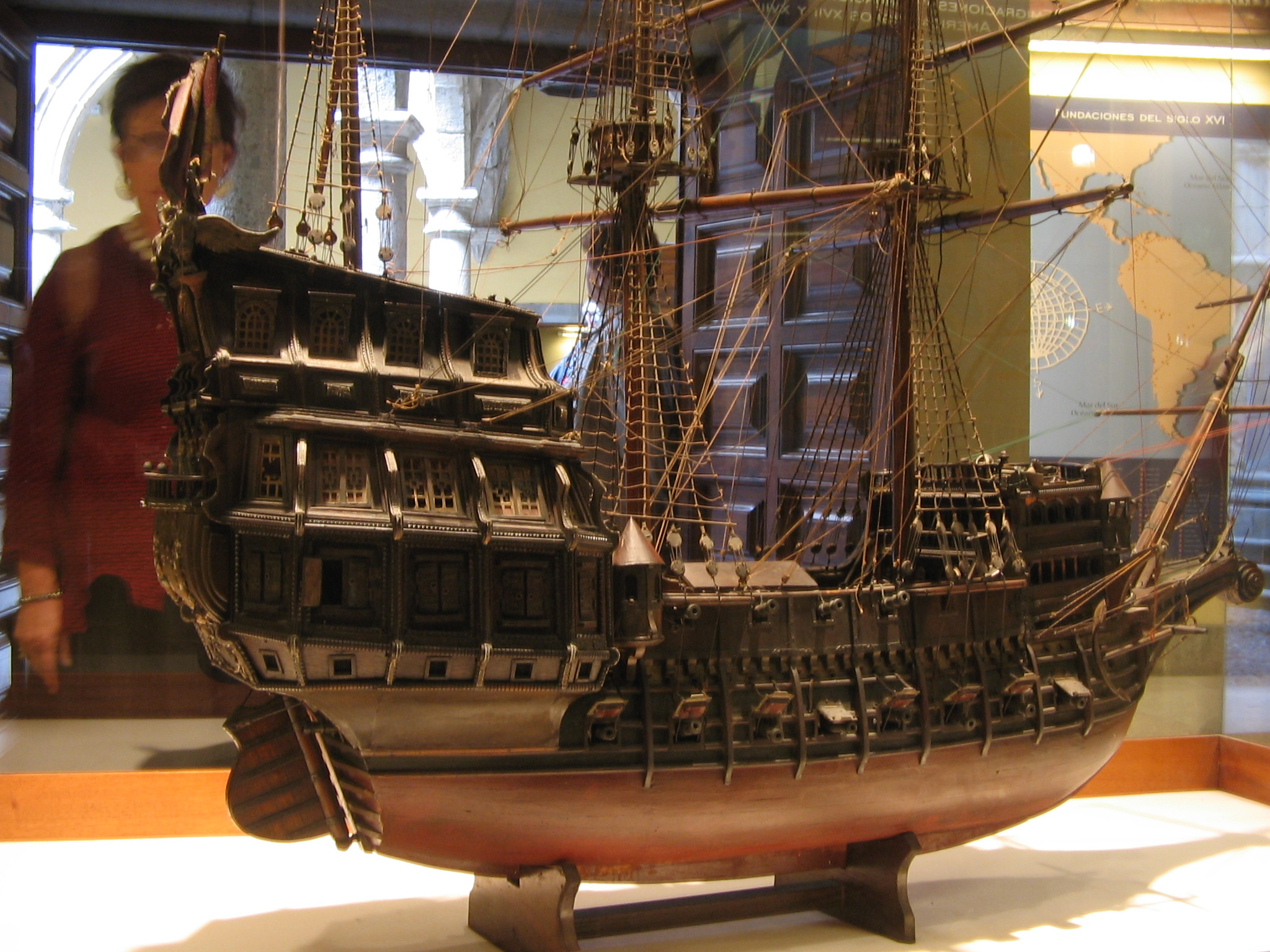
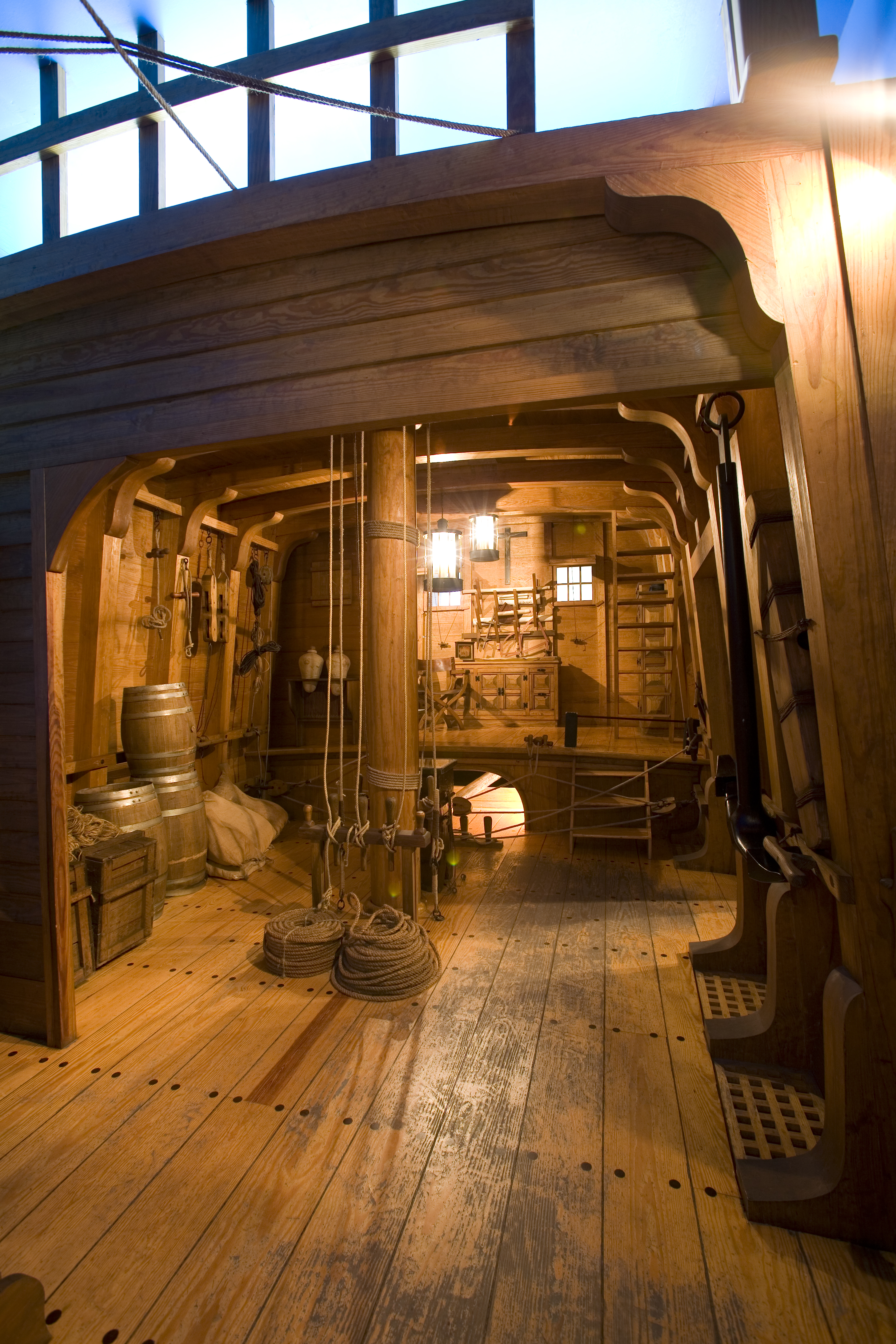
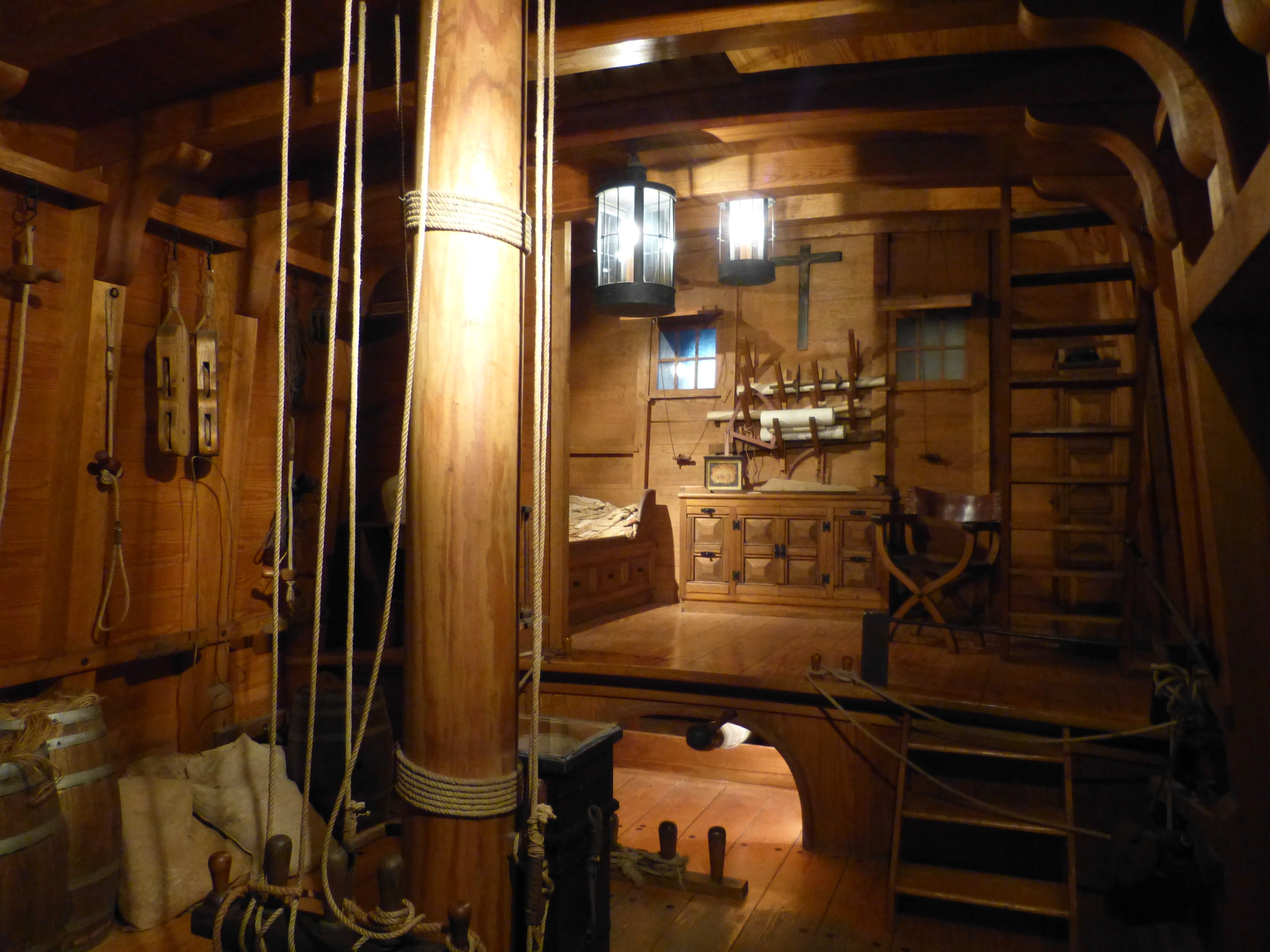
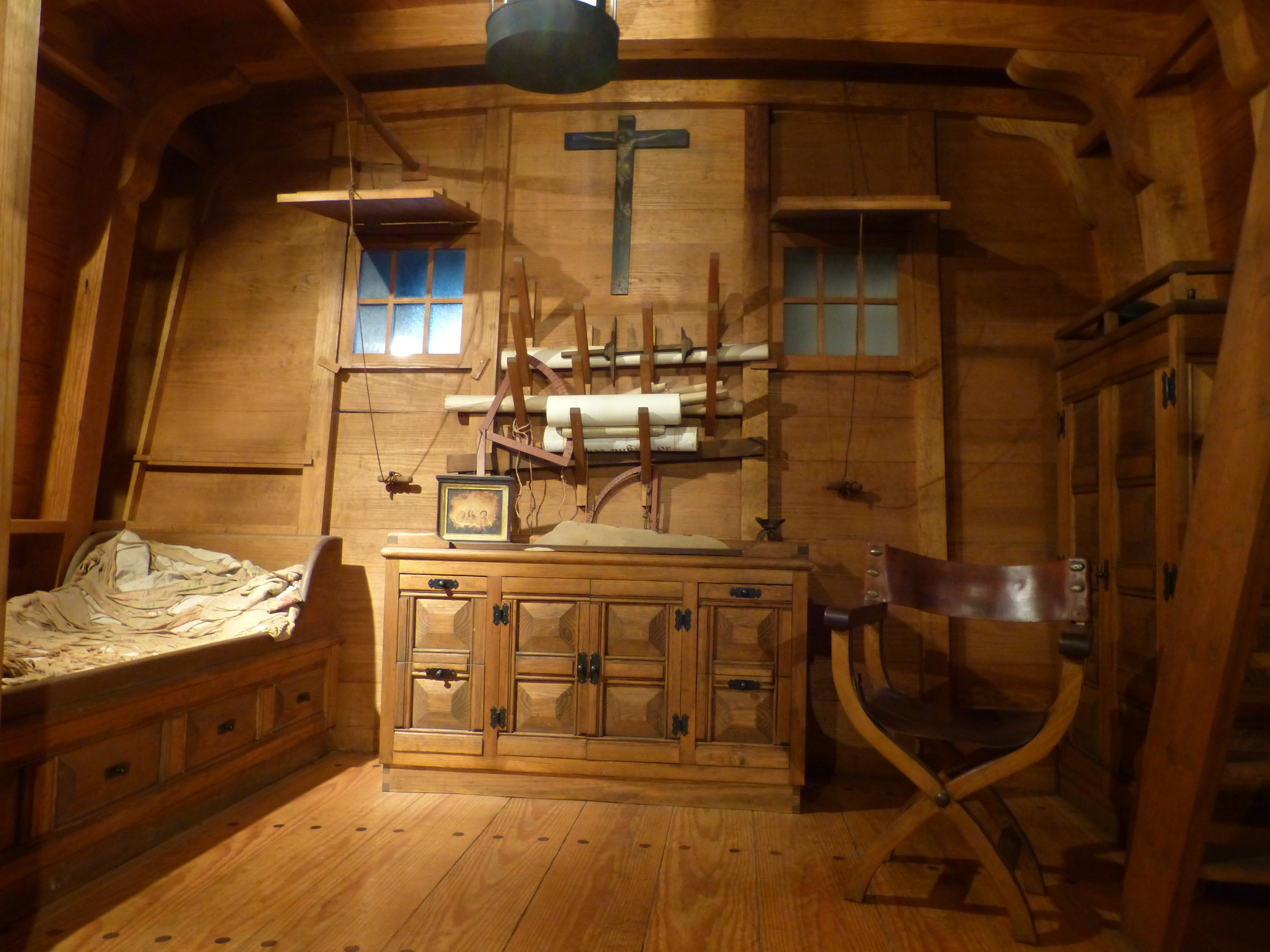

### Bibliothèque

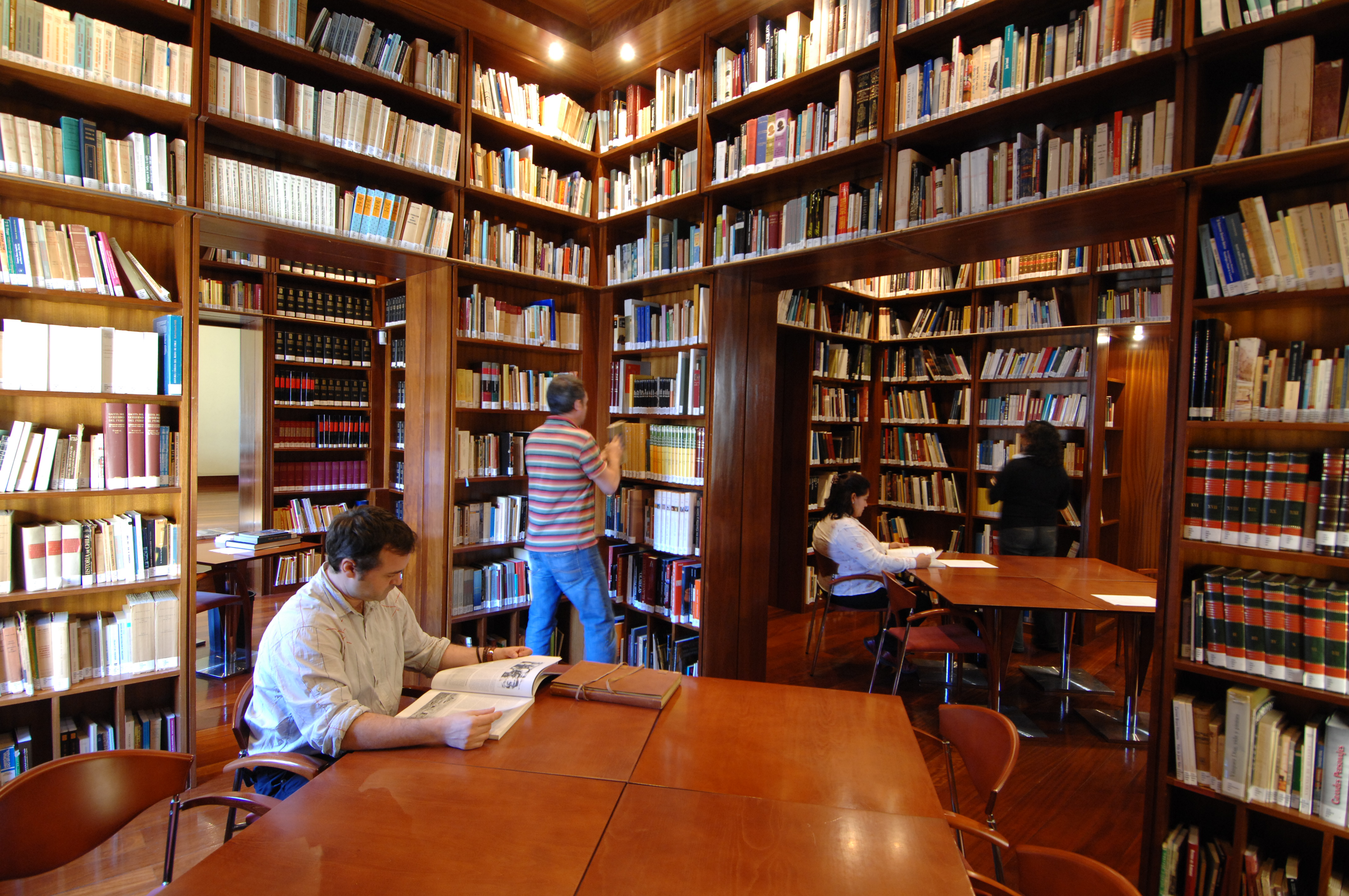
Bibliothèque.

La Bibliothèque est spécialisée en histoire de la découverte et exploration de l'Amérique et de ses relations avec l'histoire des Canaries, avec un fond d'environ 25 000 volumes.

## Source de traduction
- (es) Cet article est partiellement ou en totalité issu de l’article de Wikipédia en espagnol intitulé « Casa de Colón (Las Palmas de Gran Canaria) » (voir la liste des auteurs).